# Lijst van voetballers - E
Dit is een lijst van voetballers met een artikel op Wikipedia van wie de achternaam begint met de letter E.

## Ea
- Chris Eagles
- Robert Earnshaw
- Freddy Eastwood

## Eb
- Emmanuel Ebiede
- Omid Ebrahimi
- Tyronne Ebuehi

## Ec
- Olivier Echouafni

## Ed
- Tonny van Ede
- Apoula Edel
- Edenílson
- Éder
- Éder
- Ederson
- David Edgar
- Edinho
- Erik Edman
- Ralf Edström
- Maurice Edu
- Eduardo da Silva
- José Eduardo de Araújo
- Duncan Edwards
- Tom Edwards

## Ee
- Espen van Ee

## Ef
- Stefan Effenberg
- Claus Eftevaag

## Eg
- Sándor Egervári
- Dan Eggen
- Knut Torbjørn Eggen
- Johannes Eggestein
- Maximilian Eggestein
- Azubuike Egwuekwe

## Eh
- Ugo Ehiogu
- Kingsley Ehizibue

## Ei
- Henrik Eigenbrod
- Rens van Eijden
- Dan Einbinder

## Ek
- Patrick Ekeng
- Hugo Ekitike
- Borja Ekiza
- Emmanuel Ekpo

## El
- Karim El Ahmadi
- Mounir El Allouchi
- Ahmed El Aouad
- Chemcedine El Araichi
- Anwar El Ghazi
- Adel El Hadi
- Abdelkrim El Hadrioui
- Mounir El Hamdaoui
- Omar El Hilali
- Moestafa El Kabir
- Ali El Khattabi
- Rachid El Yaakoubi
- Bobsam Elejiko
- Giovane Élber
- Ákos Elek
- Blessing Eleke
- Josip Elez
- Eljero Elia
- Marcelo Elizaga
- Ahmed El-Kass
- Kilian Elkinson
- Tina Ellertson
- Eduard Ellman-Eelma
- David Elm
- Rasmus Elm
- Viktor Elm
- Johan Elmander
- Ahmed Elmohamady
- Mohamed Elneny
- Rudolf Elsener
- Kurt Elshot
- Mitchell Elshot
- Luka Elsner
- Marko Elsner
- Tarik Elyounoussi
- Mohamed Elyounoussi

## Em
- Hazem Emam
- Urby Emanuelson
- Innocent Emeghara
- Emerson Ferreira da Rosa
- Emerson Royal
- Brett Emerton
- Marc Emmers
- Emre Belözoğlu

## En
- Gabriel Enache
- Tom Enberg
- Yasuhito Endo
- Endrick
- Michael Eneramo
- Dagfinn Enerly
- Thomas Enevoldsen
- Karl Engel
- Robert Englaro
- Gaëtan Englebert
- Vicente Engonga
- Leif Engqvist
- Tserenjav Enkhjargal
- Bright Enobakhare
- Joe Enochs
- Eyong Enoh
- Luis Enrique
- Carlos Enriquez
- Vincent Enyeama

## Ep
- Márton Eppel
- Alexandru Epureanu

## Er
- Tuğrul Erat
- Frickson Erazo
- Tomislav Erceg
- Arif Erdem
- Ivan Ergić
- Georg Ericson
- Christian Eriksen
- Nils Eriksen
- Anders Eriksson
- Jan Eriksson
- Sebastian Eriksson
- Sven-Göran Eriksson
- August Erlingmark
- Fabian Ernst
- Rainer Ernst

## Es
- Silvinho Esajas
- Steve Escalona
- Andrés Escobar
- Andrés Ramiro Escobar
- Walter Escobar
- Donis Escober
- Enzo Escobar
- Alonso Escoboza
- Julien Escudé
- Sergio Escudero
- Hans Eskilsson
- Omar Esparza
- Runar Espejord
- Fabio Espinosa
- Giovanny Espinoza
- Jacinto Espinoza
- Roger Espinoza
- Rubén Espinoza
- Antonio Esposito
- Francesco Pio Esposito
- Raoul Esseboom
- Michael Esser
- Michael Essien
- Fabián Estay
- Esteban
- Estêvão
- Maxime Estève
- Fabián Estoyanoff
- Carlos Estrada
- Marco Estrada

## Et
- Marco Etcheverry
- Oghenekaro Etebo
- Samuel Eto'o
- Jean-Luc Ettori
- Joseba Etxeberria

## Eu
- Jari Europaeus
- Eusébio

## Ev
- Evander
- Brad Evans
- Ched Evans
- Grant Evans
- Jonny Evans
- Michael Evans
- Bernt Evens
- Brenny Evers
- Everton

## Ex
- Edu Expósito

## Ez
- Eberechi Eze
- Emeka Eze

A · B · C · D · E · F · G · H · I · J · K · L · M · N · O · P · Q · R · S · T · U · V · W · X · Y · Z